# Bragança, Pará
Bragança là một đô thị thuộc bang Pará, Brasil. Đô thị này có diện tích 2090 km², dân số năm 2007 là 103751 người, mật độ 49,6 người/km².